# David Tao

David Tao

David Tao (Chinees: 陶喆; pinyin: Táo Zhé; Hongkong, 11 juli 1969) is een Taiwanees singer-songwriter. Hij staat bekend om zijn karakteristieke R&B/rock-tonen en voor het populariseren van dit muziekgenre in de Mandopop-industrie. De naam van David Tao wordt vaak door fans en media afgekort als DT. Tao spreekt vloeiend Mandarijn en Engels. Hij werkt en leeft in Los Angeles, Verenigde Staten.
Tao werd geboren in Hongkong, groeide op in Taiwan en emigreerde later met zijn ouders naar de Verenigde Staten. Hij werkte voor korte tijd als politieagent bij de politie van Los Angeles. Hij behaalde uiteindelijk zijn Bachelor in psychologie aan de universiteit van Californië, Los Angeles (UCLA). Zijn zangcarrière begon hij in Taiwan, waar hij begon met het schrijven en later ook produceren van liedjes voor andere artiesten. In 1997 bracht hij zijn debuutalbum uit dat zijn naam droeg: David Tao. Dit album en de opvolgers werden door hem zelf geschreven en geproduceerd.
Tao heeft een paar liedjes van Teresa Teng opnieuw uitgebracht met zijn R&B muziekstijl. Het lied Spring Wind (Chinees: 望春風; Pinyin: Wàng Chūnfēng) werd a capella gezongen. Een ander beroemd lied van Teng dat Tao in een modern jasje opnieuw uitbracht was The Moon Represents My Heart (Chinees: 月亮代表我的心; Pinyin: Yuè Liàng Dài Biǎo Wǒ De Xīn). In 2006 had hij met Jolin Tsai een grote hit met het duet Marry Me Today (Chinees: 今天你要嫁给我; Pinyin: Jīn Tiān Nǐ Yào Jià Gěi Wǒ).  

## Albums
- David Tao (陶喆, 6 december 1997)
- I'm OK (10 december 1999)
- Black Tangerine (黑色柳丁, 9 augustus 2002)
- Ultrasound (the documentary film)(十一號產房, 11 juli 2003)
- Ultrasound 1997-2003 (Compilation) (樂之路, 8 augustus 2003)
- Soul Power Live (陶喆現場原音專輯, 20 december 2003)
- Soul Power Live @ Hong Kong (陶喆香港演唱會實況, 17 februari 2004)
- The Great Leap 2005  (太平盛世, 21 januari 2005)
- Beautiful (太美麗, 4 augustus 2006)